# 离垒

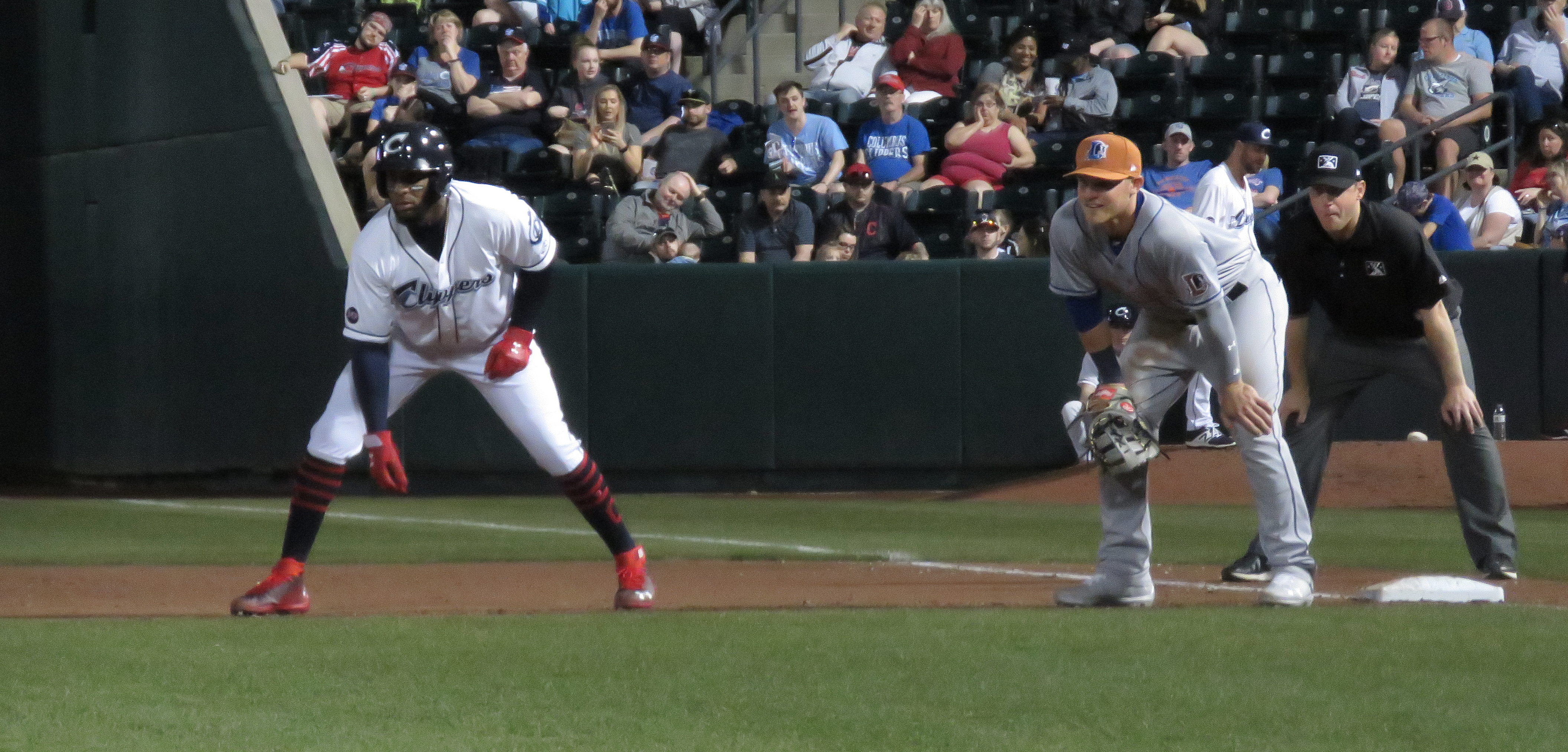
美国职业棒球小联盟哥伦布快船队的楊迪·迪亞茲在2018年对阵达勒姆公牛队的比赛中离开一垒

在棒球和垒球中，离垒是指跑垒员距离当前垒位存在一小段距离的情况。 

## 在垒
在棒球中，离垒是指跑垒员在投球前所处的位置距离所属垒包存在一定距离的情况。典型离垒一般指距垒包两至三米的距离。如果离垒距离太大，跑垒员就有被牵制出局危险。如果离垒距离太小，跑垒员在跑垒或者盗垒时没有足够时间跑到下个垒包。